# Plesná (Ostrava)

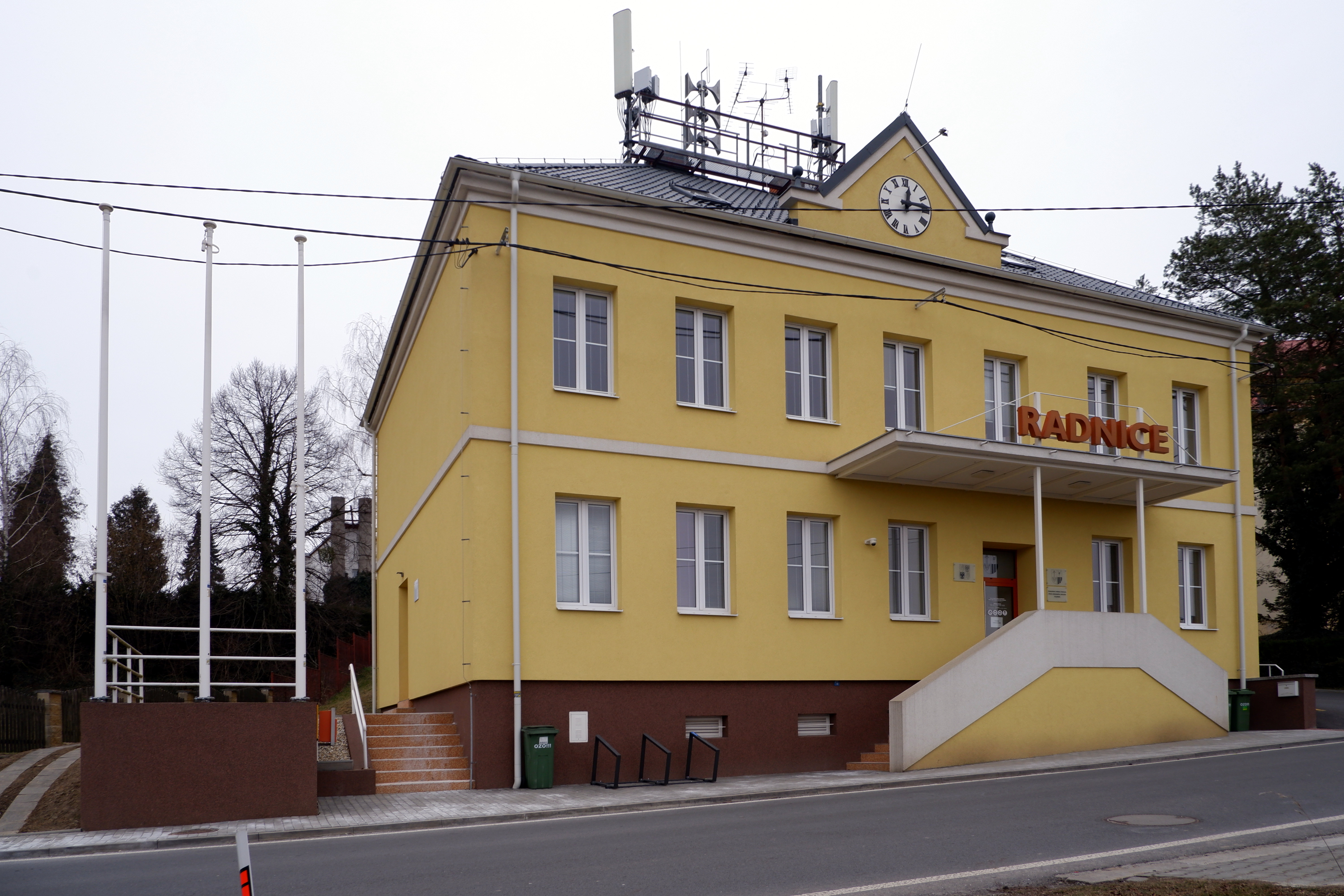
Úřad městského obvodu

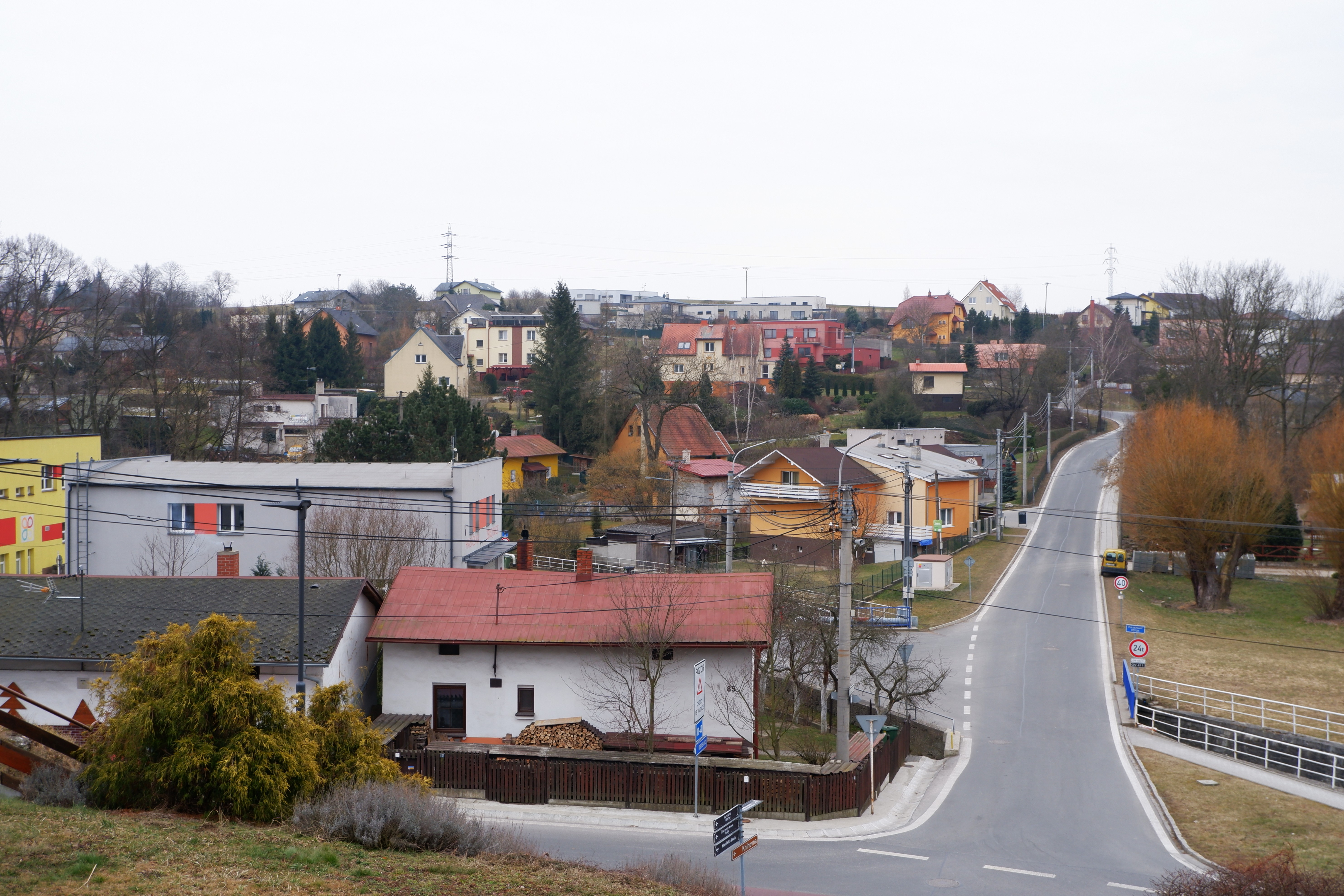
Pohled na ulici Karla Svobody

Plesná je bývalá vesnice nacházející se v údolí Plesenského potoka na severozápadním okraji statutárního města Ostravy. Od 1. ledna 1994 je jeho 23. městským obvodem. Až do 24. dubna 1976, kdy se stala částí městského obvodu Poruba, byla samostatnou obcí. Obvod leží asi 15 km severozápadně od centra Ostravy. Sousedí s obvody Martinov, Pustkovec, Poruba a Krásné Pole, dále pak s obcemi Děhylov, Dobroslavice a Velká Polom. Území Plesné je složeno z katastrálních území Stará Plesná a Nová Plesná.

## Historie
První písemná zmínka o obci pochází ze 17. prosince 1255. Boček z Obřan odkázal klášteru ve Žďáru nad Sázavou mj. obec Plesna na Opavsku. Potvrzení daru provedl v roce 1261 olomoucký biskup Bruno. V blízkosti (Staré) Plesné byla roku 1789 založena nová obec – Nová Plesná. V roce 1850 se Stará i Nová Plesná sloučily. Roku 1860 obec koupil Jan Nepomuk hrabě Wilczek, který v té době držel i Klimkovice a Polskou Ostravu. Dne 8. října 1938 byla obec připojena k Sudetské župě, během druhé světové války byla osvobozena Rudou armádou dne 26. dubna 1945.
Obyvatelé obce se věnovali zemědělství a tento způsob obživy nijak zásadně neovlivnil ani průmyslový rozmach na Ostravsku. Ačkoliv většina obyvatelstva našla práci v průmyslu, zemědělský charakter obce zůstal zachován. Vlastní farnost měla obec od 15. století. Pravděpodobně v roce 1607 ji převzali protestanti. Roku 1654 byla obec přifařena k Hlučínu; samostatnou duchovní správu získala zpět až v roce 1780, kdy k ní byly přifařeny i okolní obce Děhylov, Dobroslavice, Jilešovice, Martinov a Pustkovec.

## Pamětihodnosti

### Kostel svatého Jakuba (kulturní památka)
Původní plesenský filiální dřevěný kostel byl pravděpodobně postaven ve 13. století, písemná zmínka o něm je až z 15. století. Kostel stál na současné školní zahradě, přibližně na místě dnešní kaple. Základní kámen nového barokního kostela byl položen v roce 1787, byl zasvěcen svatému Jakubovi. Postavit jej dal tehdejší majitel Dobroslavického panství, hrabě Wengerski z Ungarschutz za vydatné pomoci občanů všech obcí farnosti.

### Kaplička (kulturní památka)
Pochází z 1. poloviny 19. století, vrata pak z 2. poloviny 19. století. Stojí v plesenském parčíku na "Plesenské stezce", namístě, kde kdysi stával původní dřevěný kostelík. Po vyhoření dřevěného kostelíka byl postaven barokní kostel sv. Jakuba staršího a právě kaplička na památku svatyně původní.

### Další
- Památník obětem I. a II. světové války
- Pomník Rudé armády
- Pamětní deska interbrigadisty Karla Svobody

## Kultura a sport
Působí zde Sbor dobrovolných hasičů Plesná a TJ Sokol Plesná. Obec pořádá již desátým rokem folklórní festival Májová Plesná a hostí Svatováclavský hudební festival. Nepravidelně se zde pořádá mezinárodní sochařské sympozium.
TJ Sokol Plesná pořádá podzimní cyklistický závod Plesenská stezka a provozuje víceúčelové hřiště v místní části Žižkov a v plesenské tělocvičně provozované DDM Plesná trénuje badmintonový oddíl.
Sbor dobrovolných hasičů Plesná pořádá pravidelně hasičské soutěže.

## Symboly
Znak a prapor byly uděleny usnesením Rady města Ostravy číslo 398/10 z 11.04.1995.

### Znak
Polcený štít; v pravém modrém poli stříbrná kotva, levá polovina dělena, v horním červeném poli stříbrná růže postrkaná třemi (2,1) stříbrnými krojidly, dolní pole pětkrát zlato-černě polceno.

### Prapor
List s modrým žerďovým polem s bílou kotvou a červeným vlajícím polem s bílou růží postrkanou třemi (2,1) bílými krojidly.

### Pečeť
V pečeti Staré Plesné byla barokní kartuše rozdělená na dvě pole. V horním byly tři kůly, v dolním kosmo položená kotva. Nová Plesná měla v pečeti tři kosáky vycházející ze středu oválného štítu.